# Valuta forte
Con il termine valuta forte, in economia, ci si riferisce a una valuta negoziata a livello globale che può fungere da bene rifugio affidabile e stabile. Tra i fattori che contribuiscono a definire lo status di valuta forte sono compresi stabilità politica, bassa inflazione, politiche monetarie e fiscali regolari, copertura con riserve di metalli preziosi e valore nei confronti delle altre valute stabile o crescente nel lungo termine in considerazione del peso delle negoziazioni.
Nel 2008 le valute forti potevano essere considerate le seguenti: dollaro statunitense, euro, franco svizzero, sterlina britannica, corona norvegese, corona svedese, dollaro canadese, yen e dollaro australiano. Tuttavia la varietà delle teorie di politica monetaria esclude che qualsiasi elenco del genere possa essere considerato esaustivo e definitivo.
L'andamento fortemente ribassista dell'US dollar index (USDX) dal suo massimo di novembre 2006, ha indebolito la posizione del dollaro come valuta forte. Prima di essere sostituito dall'euro, il marco tedesco era considerato una delle migliori valute forti al mondo.
|                      | 1995  | 1996  | 1997  | 1998  | 1999  | 2000  | 2001  | 2002  | 2003  | 2004  | 2005  | 2006  | 2007  | 2008  | 2009  | 2010  | 2011  | 2012  | 2013  | 2014  |
| -------------------- | ----- | ----- | ----- | ----- | ----- | ----- | ----- | ----- | ----- | ----- | ----- | ----- | ----- | ----- | ----- | ----- | ----- | ----- | ----- | ----- |
| Dollaro statunitense | 59.0% | 62.1% | 65.2% | 69.3% | 71.0% | 70.5% | 70.7% | 66.5% | 65.8% | 66.0% | 66.4% | 65.7% | 64.1% | 64.1% | 62.1% | 61.8% | 62.3% | 61.1% | 61.0% | 62.9% |
| Euro                 |       |       |       |       | 17.9% | 18.8% | 19.8% | 24.2% | 25.3% | 24.9% | 24.3% | 25.2% | 26.3% | 26.4% | 27.6% | 26.0% | 24.7% | 24.3% | 24.4% | 22.2% |
| Marco tedesco        | 15.8% | 14.7% | 14.5% | 13.8% |       |       |       |       |       |       |       |       |       |       |       |       |       |       |       |       |
| Franco francese      | 2.4%  | 1.8%  | 1.4%  | 1.6%  |       |       |       |       |       |       |       |       |       |       |       |       |       |       |       |       |
| Sterlina britannica  | 2.1%  | 2.7%  | 2.6%  | 2.7%  | 2.9%  | 2.8%  | 2.7%  | 2.9%  | 2.6%  | 3.2%  | 3.6%  | 4.2%  | 4.7%  | 4.0%  | 4.3%  | 3.9%  | 3.8%  | 4.0%  | 4.0%  | 3.8%  |
| Yen                  | 6.8%  | 6.7%  | 5.8%  | 6.2%  | 6.4%  | 6.3%  | 5.2%  | 4.5%  | 4.1%  | 3.8%  | 3.7%  | 3.2%  | 2.9%  | 3.1%  | 2.9%  | 3.7%  | 3.6%  | 4.1%  | 3.8%  | 4.0%  |
| Dollaro canadese     |       |       |       |       |       |       |       |       |       |       |       |       |       |       |       |       |       | 1.5%  | 1.8%  | 1.9%  |
| Dollaro australiano  |       |       |       |       |       |       |       |       |       |       |       |       |       |       |       |       |       | 1.5%  | 1.8%  | 1.8%  |
| Franco svizzero      | 0.3%  | 0.2%  | 0.4%  | 0.3%  | 0.2%  | 0.3%  | 0.3%  | 0.4%  | 0.2%  | 0.2%  | 0.1%  | 0.2%  | 0.2%  | 0.1%  | 0.1%  | 0.1%  | 0.1%  | 0.3%  | 0.3%  | 0.3%  |
| Altre                | 13.6% | 11.7% | 10.2% | 6.1%  | 1.6%  | 1.4%  | 1.2%  | 1.4%  | 1.9%  | 1.9%  | 1.9%  | 1.5%  | 1.8%  | 2.2%  | 3.1%  | 4.4%  | 5.4%  | 3.3%  | 2.9%  | 3.1%  |

In alcune economie, in particolare quelle pianificate o quelle che utilizzano una valuta debole, possono esserci esercizi commerciali speciali che accettano solo valute forti. Fanno parte di questa categoria i negozi "Tuzex" nella ex Cecoslovacchia, la catena "Intershop" nella Repubblica Democratica Tedesca e i "Friendship Store" nella Repubblica Popolare Cinese dei primi anni novanta. Questi negozi offrivano una gamma di prodotti — molti dei quali scarsi o importati — più ampia rispetto ai negozi normali.
I tempi cambiano, e una valuta ritenuta debole in un certo momento, può rafforzarsi, sino a diventare una valuta forte in un periodo successivo. Nell'immediato secondo dopoguerra, la sterlina britannica era considerata strutturalmente debole ed esposta alla svalutazione (in termini reali); attualmente, in seguito al ripristino della solidità fiscale e monetaria, è ritenuta una valuta forte. Il dollaro statunitense è stato considerato una valuta forte negli anni recenti, e un importante porto sicuro nei periodi di tensione internazionale o di guerra, ma gli Stati Uniti hanno ampi deficit fiscali e commerciali, nonché un problema irrisolto relativo a molte valute asiatiche agganciate al dollaro e che quindi non si apprezzano al crescere dei propri saldi commerciali con gli Stati Uniti; alcuni analisti ritengono che in seguito a ciò il dollaro potrebbe entrare in un periodo di debolezza; in particolare esistono segnali dalla Cina relativi a una possibile revisione del tasso al quale il renminbi è agganciato al dollaro. Ci sono alcuni timori che i prezzi delle materie prime, espressi in dollari, come quello del petrolio, potrebbero rapidamente trovarsi sotto indebite pressioni rialziste se il valore del dollaro divenisse instabile e non fosse più visto come un bene rifugio sicuro. Comunque i prezzi delle materie prime dovrebbero stabilizzarsi se la loro quotazione fosse espressa con una valuta più stabile o se il dollaro si stabilizzasse.
Gli investitori, così come la gente comune, preferiscono generalmente le valute forti a quelle deboli in periodi di inflazione elevata (o più precisamente in periodi di elevati differenziali inflativi internazionali), in periodi di elevato rischio politico o militare, o quando c'è la sensazione che uno o più tassi di cambio d'imposizione governativa siano irrealistici. Ci possono essere ragioni regolamentari che portano a preferire l'investimento in una valuta diversa da quella locale, come controlli sui capitali che rendano difficile l'utilizzo della valuta locale al di fuori della nazione d'origine.
Per esempio, durante la guerra fredda il rublo sovietico non era una valuta forte, perché non poteva essere speso facilmente al di fuori dell'Unione Sovietica e perché i tassi di cambio venivano fissati a livelli artificialmente elevati per le persone in possesso di valute forti, come i turisti occidentali. Il governo sovietico imponeva inoltre severi limiti sulla quantità di rubli che potevano essere cambiati in valuta forte da parte dei cittadini sovietici. Dopo la caduta dell'Unione Sovietica nel dicembre 1991, il rublo subì una rapida svalutazione, mentre il potere d'acquisto del dollaro era più stabile, rendendo così quest'ultima valuta più forte del rublo. Un turista poteva cambiare un dollaro con 200 rubli nel giugno 1992, e con 500 rubli nel novembre dello stesso anno. Un operaio con un salario mensile di 2 000 rubli che intendesse comprare merce straniera, avrebbe fatto meglio a cambiare i rubli in dollari al cambio precedente piuttosto che al successivo: 1 000 rubli valevano 5 dollari a giugno, e quegli stessi 5 dollari valevano 2 500 rubli a novembre.
Poiché le valute forti possono essere oggetto di restrizioni legali, le transazioni in valute forti possono portare alla formazione di un mercato nero. In alcuni casi, un'economia può cercare di incrementare la fiducia nella valuta locale agganciandola a una valuta forte, come nel caso del dollaro di Hong Kong, del marco bosniaco o del renminbi cinese. Tale scelta può condurre a situazioni problematiche, quando le condizioni economiche costringono il governo a sciogliere il legame valutario (con conseguente rapidissimo apprezzamento o deprezzamento), come accaduto in Argentina nel 2001.
In alcuni casi, un'economia può scegliere di abbandonare del tutto la valuta locale e di adottare una valuta forte come moneta a corso legale. Esempio comprendono l'adozione in Ecuador ed El Salvador del dollaro USA, e l'adozione in Kosovo e Montenegro del marco tedesco prima e dell'euro poi.